# Квазулу-Натал
Квазулу-Натал (на английски: KwaZulu-Natal, на африкаанс KwaZoeloe-Natal) е провинция, намираща се на източния бряг на Южна Африка. Възниква през 1994 г. след обединението на Квазулу и някогашната провинция Натал. Площта на провинцията възлиза 94 361 кв. км. Административен център е Питермарицбьорг.

## Административено деление
Провинцията се поделя на 10 окръга:
(2011)
- Амаджуба – 499 839 души
- Зулуланд – 803 575 души
- Умгунгундлову – 1 017 763 души
- Угу – 722 484 души

## Устройство
Законодателната власт е представена от парламент, съставен от 80 места.

## Население
10 919 100 (2015)
Най-голяма част от населението са зулусите, говорещи банту. В провинцията живеят много индийци (Дърбан е най-големият индийски град извън Индия), потомци на английски заселници и вече не чак толкова африканери. Има известен брой немскоговорещи в градовете Вартбург, Харбург и Хермансбург.

### Расов състав
(2011)
- 86,8% – черни
- 7,4% – азиатци
- 4,2% – бели
- 1,4% – цветнокожи

### Езици
(2011)
Говорими езици са: зулуски (77,8%), английски (13,2%), кхоса (3,4%), африкаанс (1,6%).

## Политика
На проведените парламентарни избори през 2004 година, най-много места взима Африканския национален конгрес – 38 места.